# Werner Neidhardt
Werner Neidhardt (* 22. Januar 1940) war Fußballspieler in der DDR-Oberliga, der höchsten Fußballklasse des DDR-Fußballverbandes. Er spielte dort für den SC Dynamo Berlin und die SG Dynamo Dresden.
Neidhardts Oberliga-Laufbahn begann 1960 beim DDR-Pokalsieger SC Dynamo Berlin. Der 20-jährige Spieler absolvierte in dieser Saison, die über 26 Spieltage von März bis November ausgetragen wurde, fünf Punktspiele und blieb ohne Torerfolg.
Es dauerte zwei Jahre, ehe Neidhardt erneut in der Oberliga auftauchte. Am 19. August 1962, dem 1. Spieltag der Saison 1962/63, stand er für Dynamo Dresden als linker Verteidiger gegen den SC Lok Leipzig auf dem Feld. Er wurde ohne Unterbrechung auch in den folgenden fünf Oberligaspielen eingesetzt, vom 3. Spieltag an allerdings als Stürmer. Sein letztes Oberligaspiel bestritt Neidhardt am 11. November 1962. In der Begegnung des 12. Spieltages wurde er noch einmal als linker Verteidiger eingesetzt. In der vorherigen Saison 1961/62 war Neidhardt am Aufstieg von Dynamo Dresden aus der DDR-Liga beteiligt gewesen.
Nach seinen zwölf Oberligaspielen ohne Torerfolg in Berlin und Dresden kam Neidhardt vorerst nicht mehr im höherklassigen Fußball zum Einsatz. Erst im Sommer 1965 nahm der DDR-Ligist Einheit Greifswald Neidhardt für den an Motor Stralsund abgegebenen Stürmer Ferdinand Brusch in seinen Kader auf. Vom 1. bis zum 12. Spieltag der Saison 1965/66 wurde Neidhardt in neun DDR-Liga-Spielen meist als Rechtsaußenstürmer eingesetzt, in denen er zwei Tore erzielte. Anschließend wechselte Neidhardt ebenfalls zum Ligakonkurrenten Motor Stralsund. Nachdem die BSG Motor von der Armeesportgemeinschaft Vorwärts Stralsund übernommen worden war, spielte Neidhardt für die Matrosenmannschaft drei Spielzeiten bis zum Sommer 1970. In dieser Zeit gehörte er zur Stammelf, in der er in den letzten beiden Jahren im Mittelfeld aufgeboten wurde. Für die Vorwärtsmannschaft absolvierte er 68 von 90 ausgetragenen Punktspielen in der DDR-Liga.